# 普格塔寺
普格塔寺（英文：Phugtal） 是位於喜馬拉雅山脈藏斯卡（印度拉達克）東南方的隆納克山谷 (Lungnak Valley)的一座藏傳佛教寺廟。

## 歷史
普克塔寺環繞著一個天然洞穴而建。據說大約在2,500年前，曾有許多聖賢、學者和僧人造訪過這個洞穴。16位阿羅漢（傳說中佛陀的追隨者）被認為是洞窟最早的定居者。這16位阿羅漢的形象出現在洞窟的牆壁上。普格塔寺能夠傳承下來，要歸功於這些居住在洞窟中的修行僧人。長期以來，洞窟一直是封閉、禪修、學習和教學的場所。其名稱 Phuktal 即反映了這一點，該名稱源自"Phukthal"，由"Phuk"(ཕུག) 和"Tal" (དལ་) 或 "Thal" 組成，前者意為「洞穴」，後者則在瀕臨失傳的藏斯卡语中意為「悠閒」。Phuktal的另一個拼法是Phukthar，其中Thar (ཐར) 的意思是「解放」。因此，“Phuktal”這個詞匯可以理解爲是「悠閒的山洞」或「解放的山洞」的意思。寺院位置偏遠，非常適合尋求安寧與獨居的僧侶在此修行。
蓮花生大師和帕巴·內丹·都斯丹 (Phakspa Nestan Dusdan) 據信曾住在洞窟中，經譯家馬爾巴(Lama Marpa Lotsawa)也曾經住在洞窟中。12世紀時，藏文翻譯家帕巴·謝拉布 (Zanskar Lotsawa Phagpa Sherab) 也曾在普格塔寺居住和修行。現在的普格塔寺屬於藏傳佛教格魯派，由宗喀巴大師的弟子向生·西绕松布於15世紀初建立。据傳説，佛門三兄弟旦松、朋和薩姆（Dangsong, Pun, and Sum）被認爲具有超自然力量，他們在這裏傳授佛法。當向生·西绕松布來到時，三兄弟將此地留給了他而離去。靈才橫溢的向生·西绕松布使洞窟湧出泉水，洞窟頂上長出樹木，洞窟變大。現在的寺院佈局就是在他的指導下圍繞著山洞和懸崖邊而建立起來的。
19世紀的匈牙利藏學家喬瑪曾經於1826年至1827年之間在這裏編寫過藏英詞典，他用過的石桌至今保存在寺廟。

## 當今
如今的寺院内有一座主殿、禱告閒、藏有珍貴聖典的資料庫、起居室、教學室以及厨房等設施，目前寺廟有大約70個僧侶。除此之外，還有得到保護的原始洞窟和神泉。
普格塔寺設有傳統藏醫診所，很多藥物都是由寺院自行配製並為周邊村民提供服務。環繞寺廟的隆納克山谷（Lungnak Valley）有很多村落。僧侶們經常出席當地村莊的孩子誕生、婚喪嫁娶等重大活動，并爲此進行傳統的祈禱。而村民們也會到寺院進行祈禱以及向藏醫求助，並參加寺院的慶典活動等。
長久以來，外部世界的現代化發展幾乎沒有波及到寺廟和周圍村落。直到2016年7月，一個叫做“環球喜馬拉雅考察隊”（Global Himalayan Expedition）的組織，為當地架設了太陽能小型輸電網從而解決了用電問題。
直至2023年之前，普格塔寺是一個交通不便的閉塞地區。寺院所需物資，在冰河解凍的季節由騾馬運送，在寒冷的冬季則是在冰封的贊斯卡河上用雪橇運送。在公路建成之前，從帕杜姆通路的盡頭查村或康薩村 (Village Khangsaar) 徒步一天才能到達此地，2024年3月由印度邊境道路建設局修建的列城至帕杜姆的汽車公路（簡稱：NPD公路）部分開通，結束了當地交通不便的歷史。